# Trigonoptera albocollaris
Trigonoptera albocollaris là một loài bọ cánh cứng trong họ Cerambycidae.